# Shun’ya Mōri
Shun’ya Mōri (jap. 毛利 駿也, Mōri Shun'ya; * 10. April 1995 in der Präfektur Toyama) ist ein japanischer Fußballspieler. 

## Karriere
Shun’ya Mōri erlernte das Fußballspielen in der Jugendmannschaft von SQUARE Toyama, der Schulmannschaft der Yamanashi Gakuin University High School sowie in der Universitätsmannschaft der Juntendo-Universität. Seinen ersten Vertrag unterschrieb er 2018 bei Zweigen Kanazawa. Der Verein aus Kanazawa, eine Großstadt auf Honshū, der Hauptinsel von Japan, spielte in der zweithöchsten Liga des Landes, der J2 League. Für Zweigen absolvierte er 55 Zweitligaspiele. Im Juli 2019 wechselte er zum Erstligisten Shonan Bellmare, einem Verein, der in der Hafenstadt Hiratsuka in der Präfektur Kanagawa, beheimatet ist. Für Shonan absolvierte er ein Ligaspiel. Im Januar 2022 kehrte er zu seinem ehemaligen Verein Zweigen zurück. Am Ende der Saison 2023 belegte er mit Zweigen den letzten Tabellenplatz und musste somit den Weg in die dritte Liga antreten.